# Ledia Dushi
Ledia Dushi (* 1978 in Shkodra) ist eine albanische Schriftstellerin und Journalistin.

## Biographie und Schaffen
Ledia Dushi wurde vor allem durch ihre in gegischem Dialekt geschriebene Lyrik bekannt, die sie in der zweiten Hälfte der 1990er Jahre publiziert hatte. Für diese Dialektpoesie wurde sie heftig kritisiert; man warf ihr – die als eine der ersten im Dialekt Shkodras publizierte – vor, das Land entzweien zu wollen. Sie rechtfertigte die Wahl des Gegischen, dass dies die Sprache sei, mit der sie aufgewachsen war. Dushi gilt als eine der bemerkenswertesten Lyrikerinnen Albaniens der 1990er Jahre. Daneben ist sie auch Essayistin und verfasst Prosa. 

„In der Dichtung geht es Dushi um Gefühle, Visionen, nicht um einzelne Wörter, und Dichtung als Wortspielerei lehnt sie ab.“

Nach ihrem Studium der albanischen Sprache und Literatur arbeitet sie als Journalistin, Übersetzerin und Kulturbeauftragte. Im Jahr 2016 doktorierte sie in Ethnologie mit einer Arbeit über die Trauerrituale der Männer im Dukagjin. Danach begann sie, an der Europäischen Universität von Tirana als Dozentin für Literaturwissenschaften zu arbeiten.

## Preise
- Literaturpreis des albanischen Kulturministeriums (1998)

## Werke
- Ave Maria bahet lot. Tirana 1997
- Seancë dimnash. Shkodra 1999
- Tempo di pioggia. Prishtina 2000
- Askush nuk vdes për mue. Tetovo 2003
- Me mujt me fjete me kthimin e shpendve. Tirana 2009